# Slunečnice (van Gogh)
Slunečnice (francouzsky Tournesols) je název dvou řad zátiší s květy slunečnic, která vytvořil nizozemský malíř Vincent van Gogh. První řada, která vznikla v Paříži roku 1887, znázorňuje květiny ležící na zemi, zatímco druhá řada, již van Gogh vytvořil o rok později v Arles, ukazuje květy ve váze. 

## Galerie obrazů
Čísla F odkazují na katalog Jacoba Baarta de la Faille.

### Pařížská řada

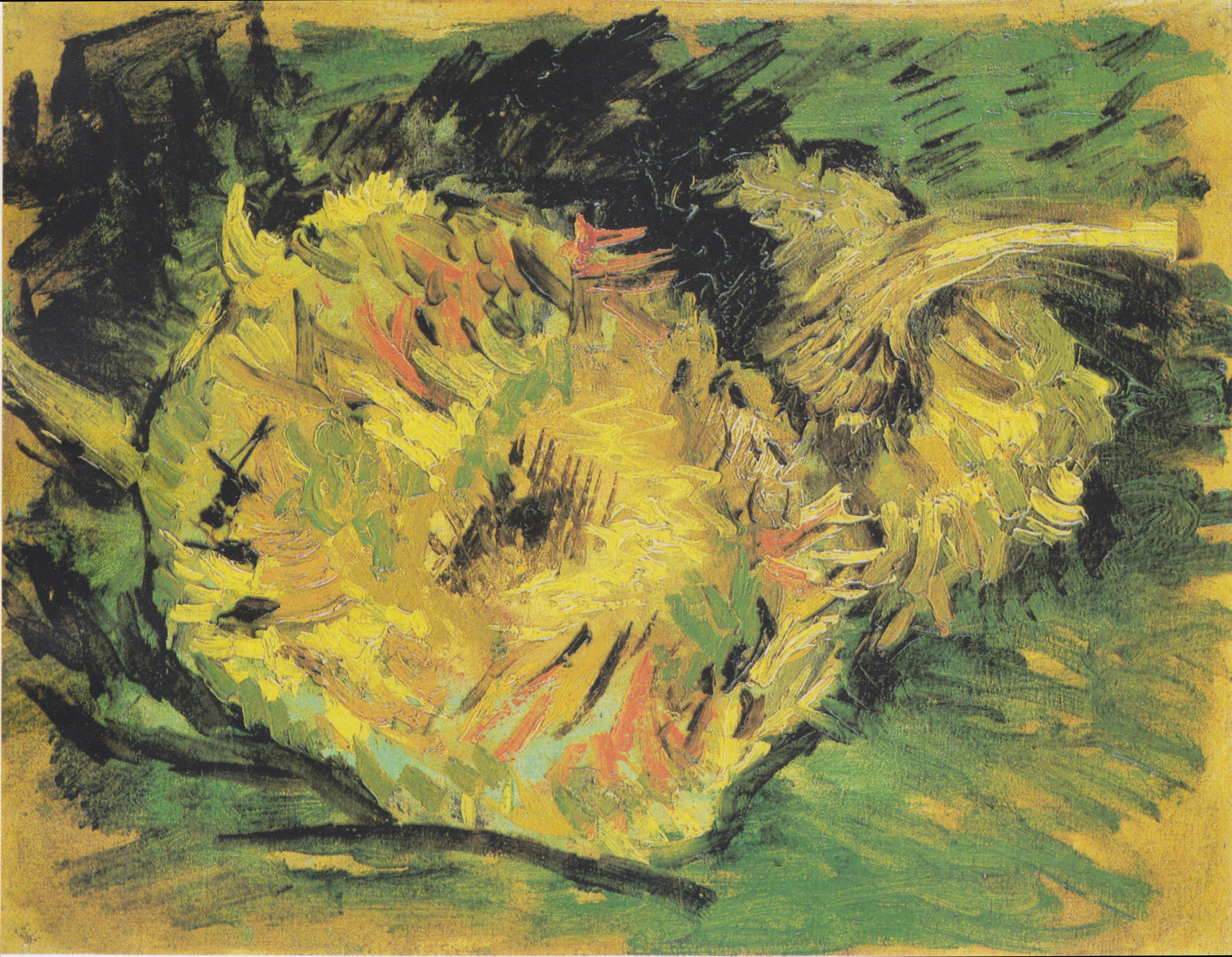
Slunečnice, studie (F377), olej na plátně, 21 × 27 cm Van Gogh Museum, Amsterodam
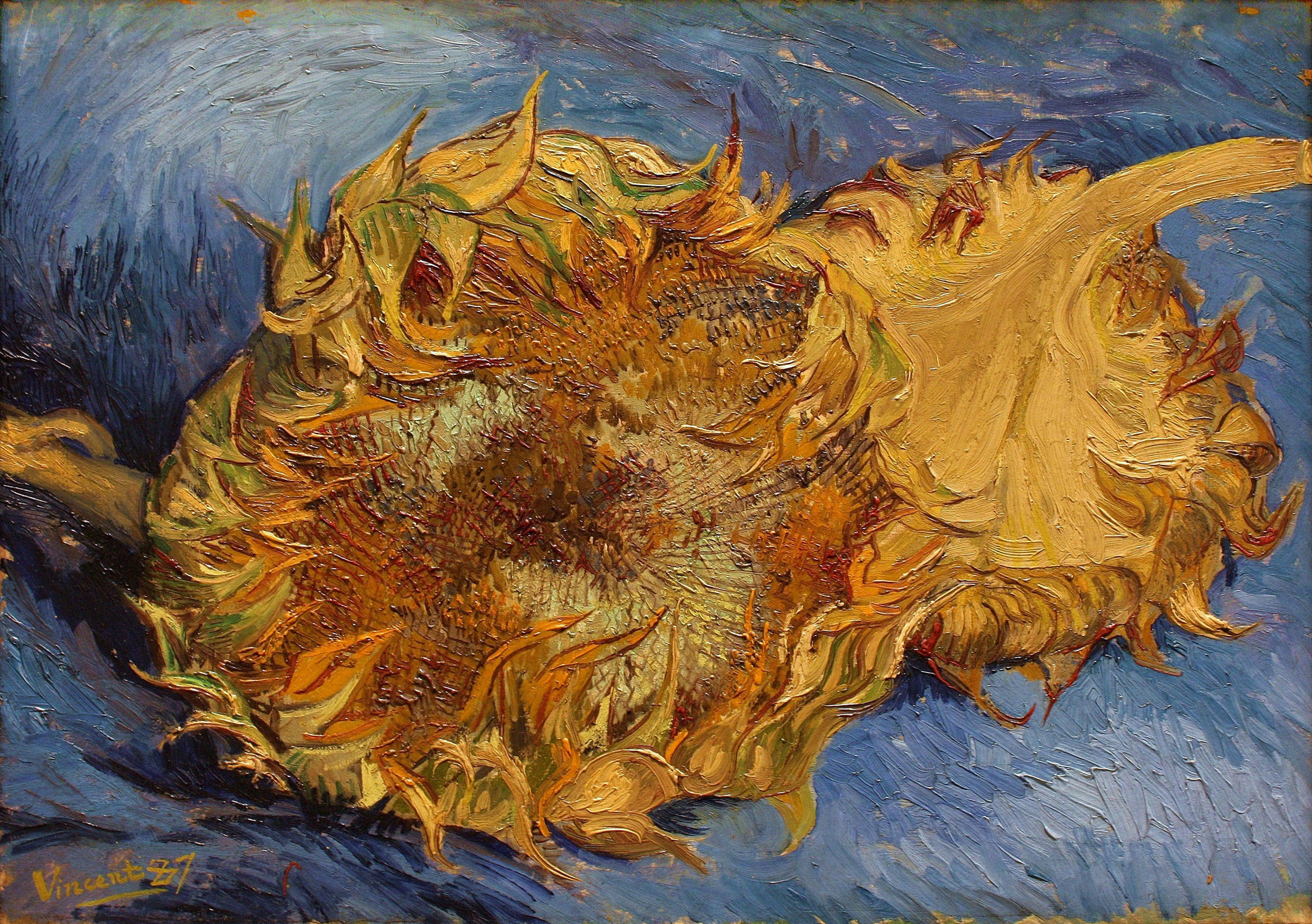
Slunečnice (F375), olej na plátně, 43,2 × 61 cm, Metropolitan Museum of Art, New York
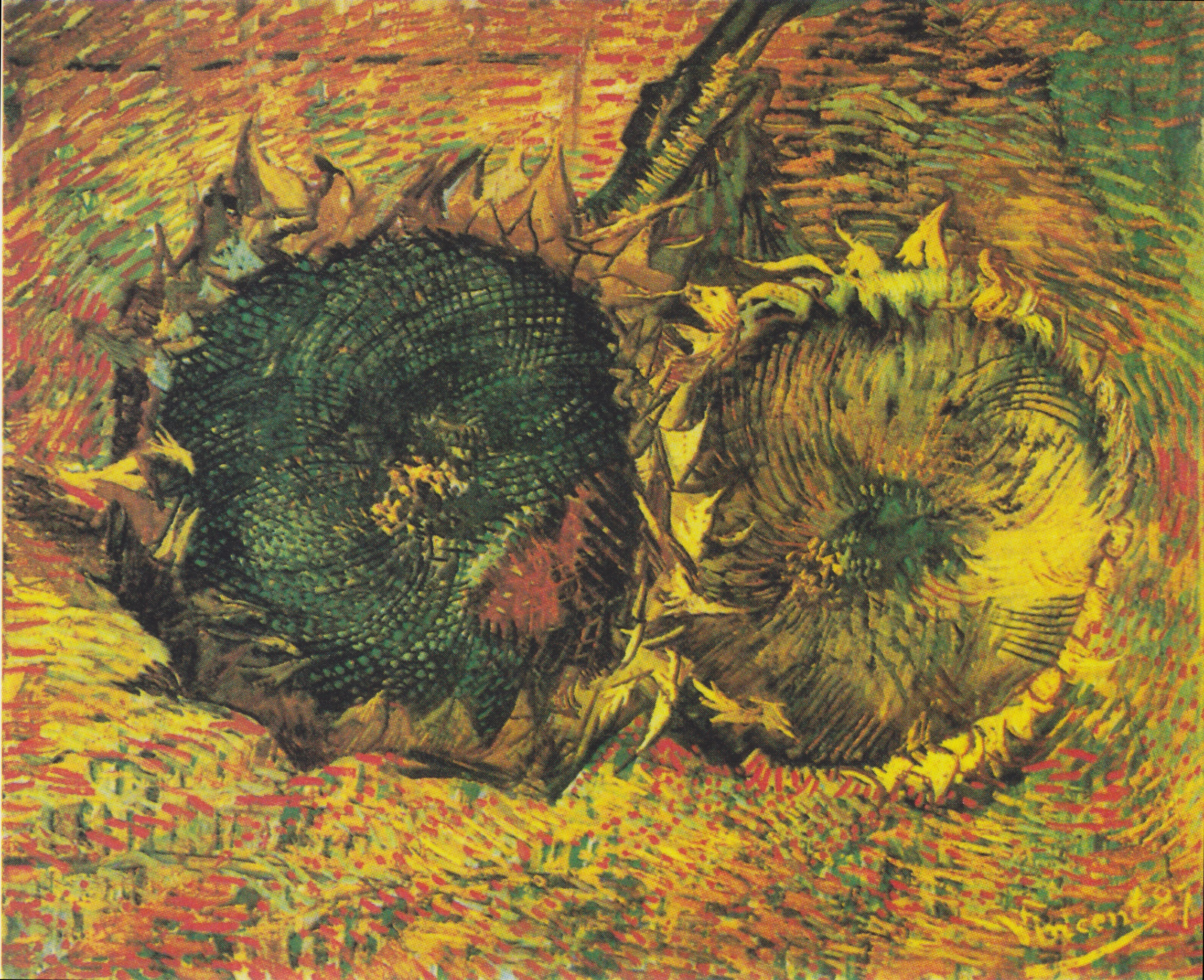
Slunečnice (F376), olej na plátně, 50 × 60,7 cm, Výtvarné muzeum Bern
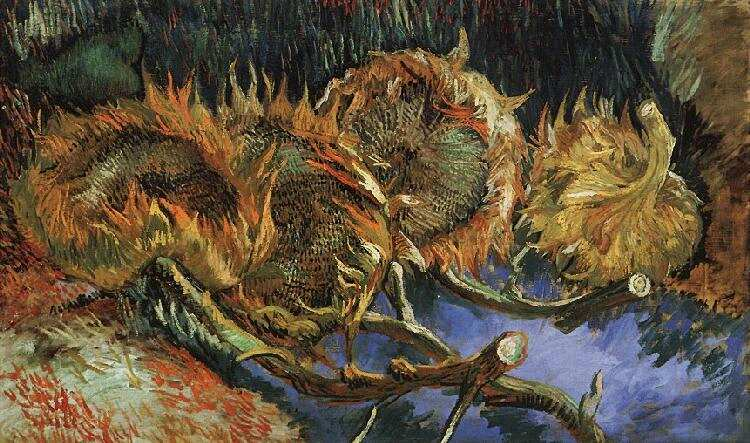
Slunečnice (F452), olej na plátně, 60 × 100 cm, Kröller-Müller Museum, Otterlo

### Původní arleská řada, srpen 1888

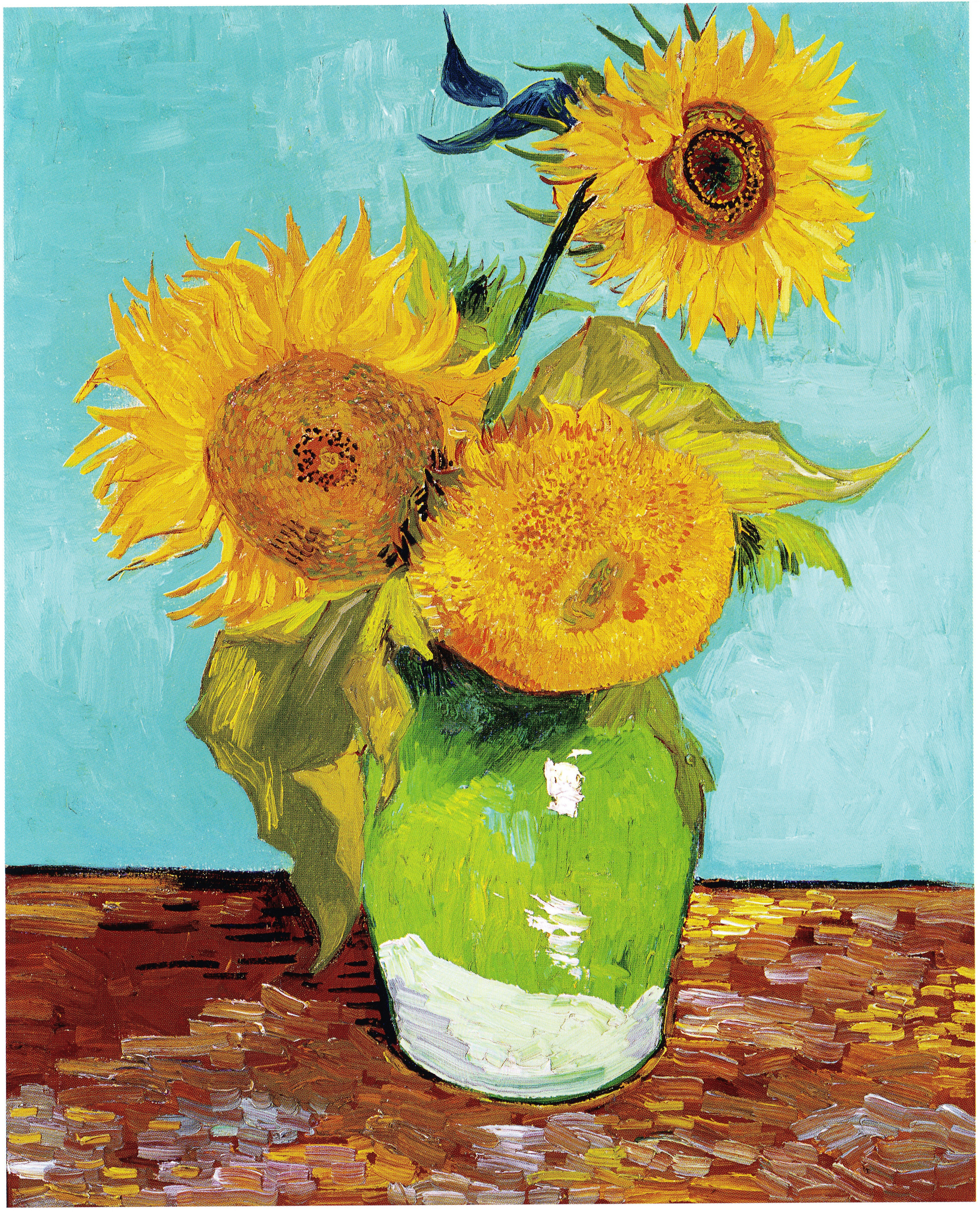
Slunečnice (F453), první verze: tyrkysové pozadí olej na plátně, 73,5 × 60 cm soukromá sbírka
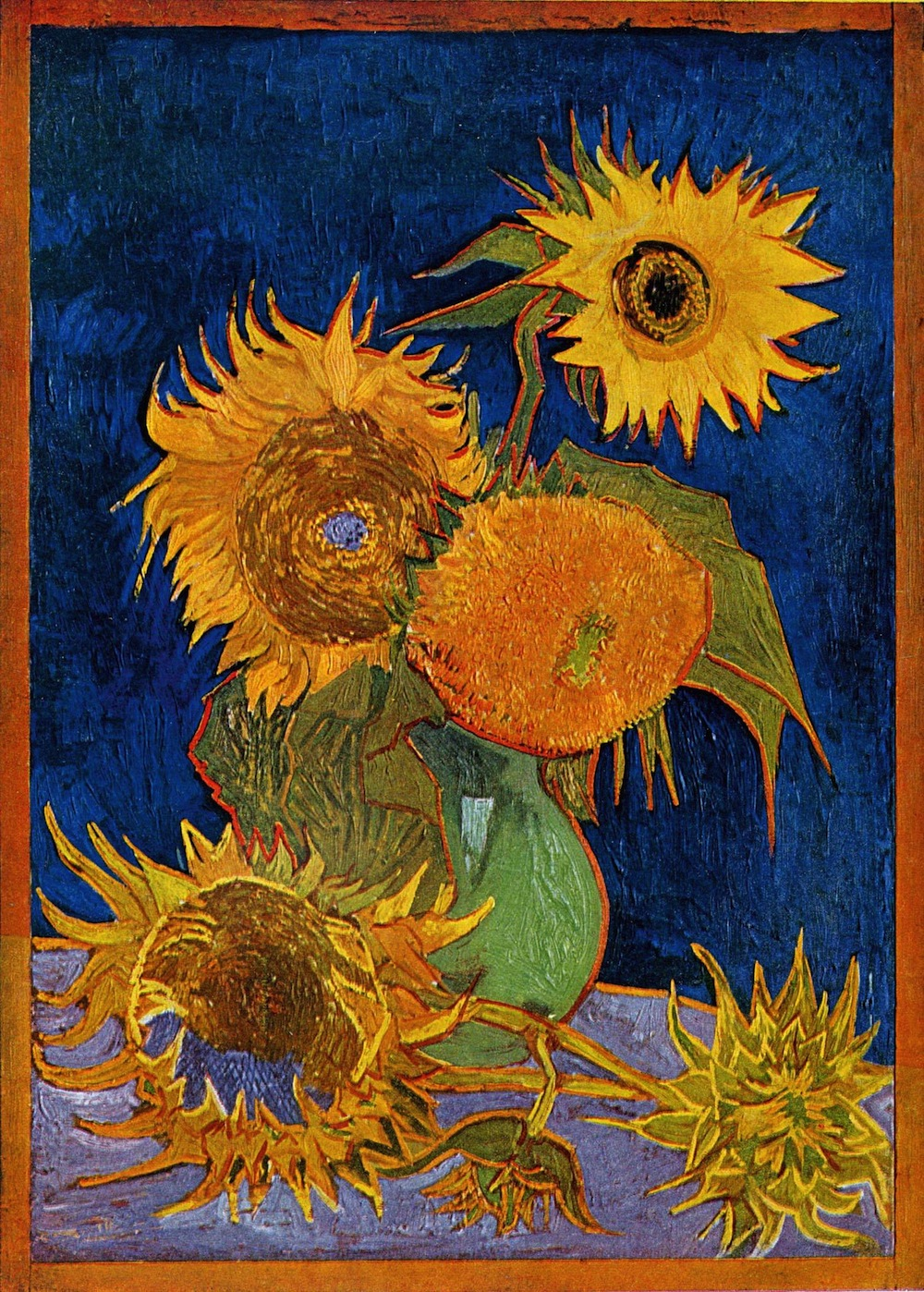
Slunečnice (F459), druhá verze: modré pozadí olej na plátně, 98 × 69 cm Původně v japonské soukromé sbírce, obraz shořel následkem války 6. srpna 1945
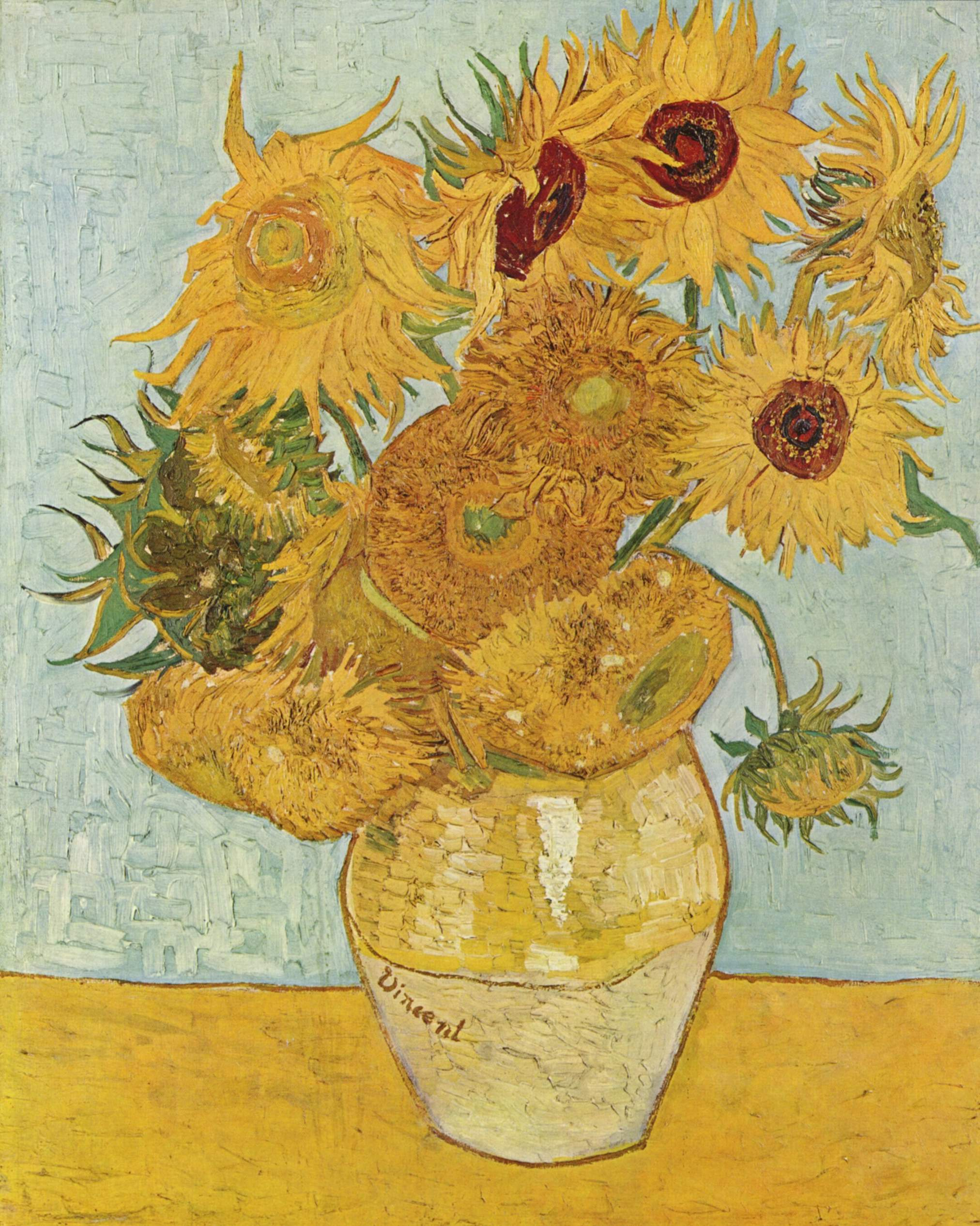
Slunečnice (F456), třetí verze: modrozelené pozadí olej na plátně, 91 × 72 cm Neue Pinakothek, Mnichov
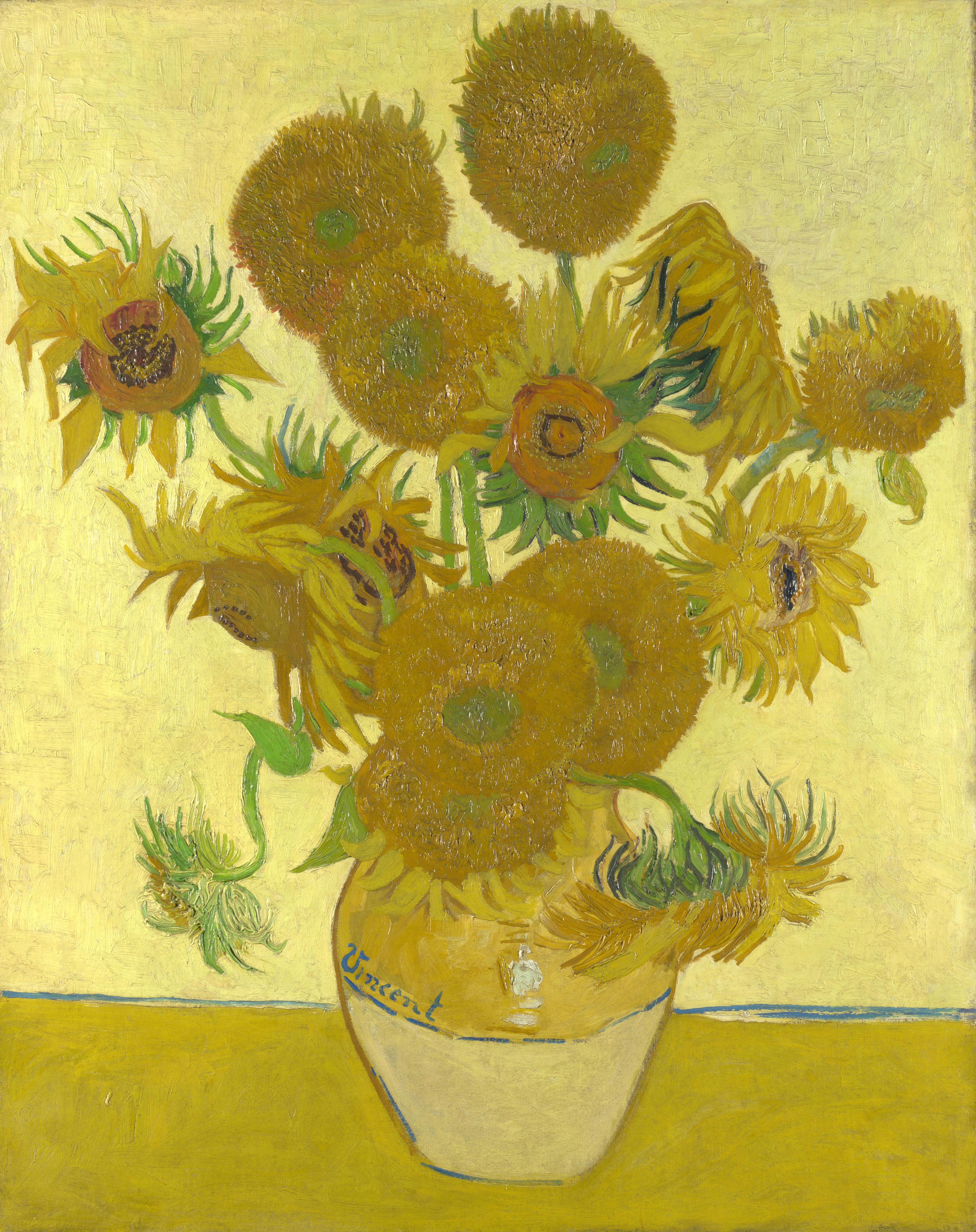
Slunečnice (F454), čtvrtá verze: žluté pozadí olej na plátně, 92,1 × 73 cm National Gallery, Londýn

### Opakování, leden 1889

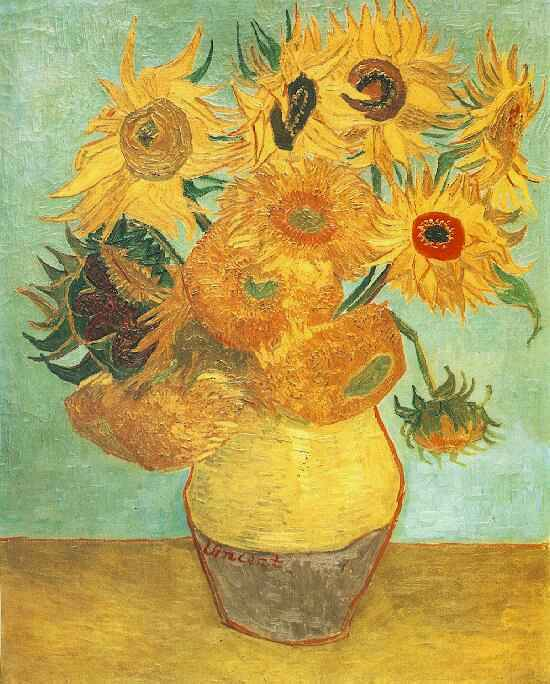
Slunečnice (F455), opakování 3. verze olej na plátně, 92 × 72,5 cm Philadelphia Museum of Art, Filadelfie.
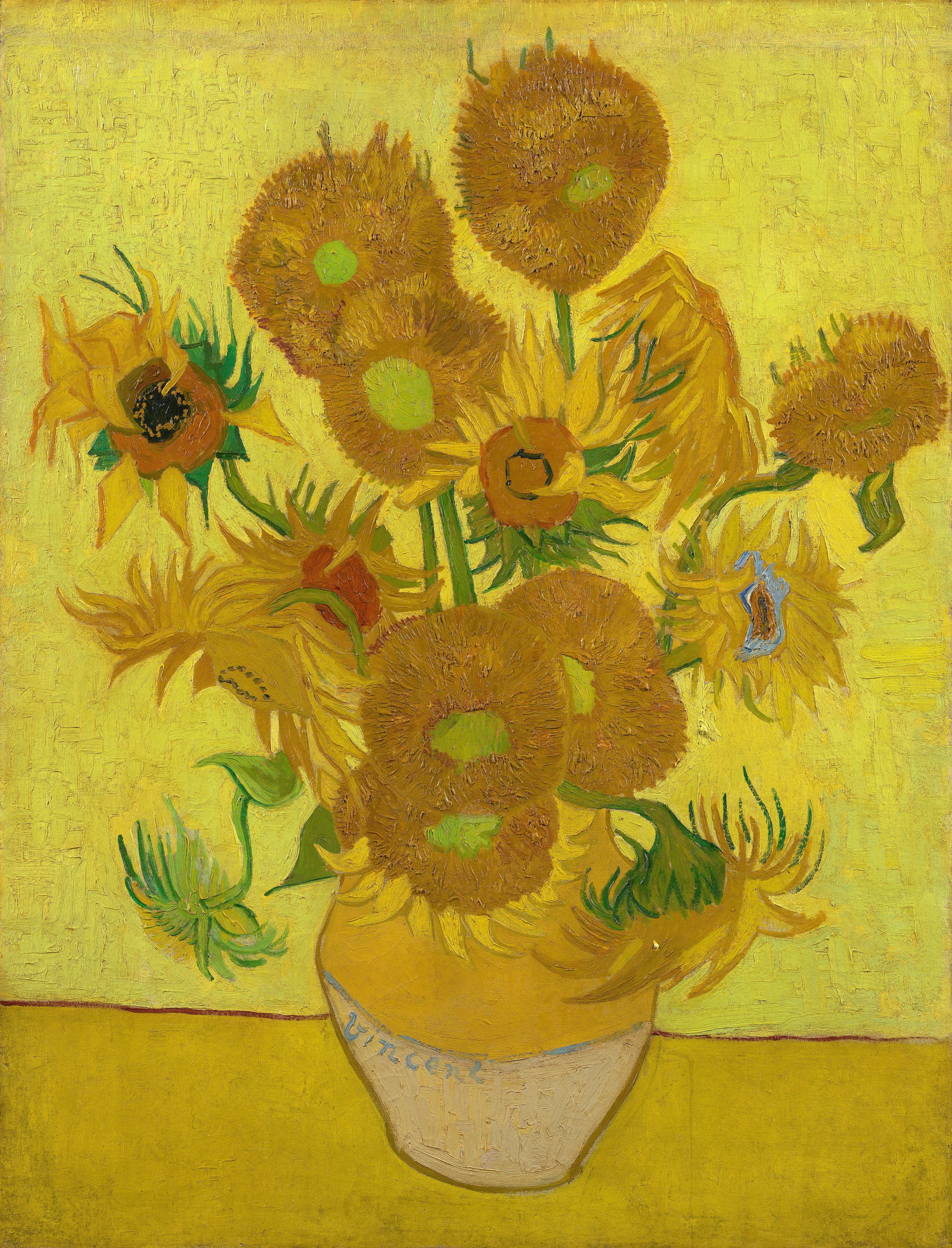
Slunečnice (F458), opakování 4. verze (žluté pozadí) olej na plátně, 95 × 73 cm Van Gogh Museum, Amsterodam.
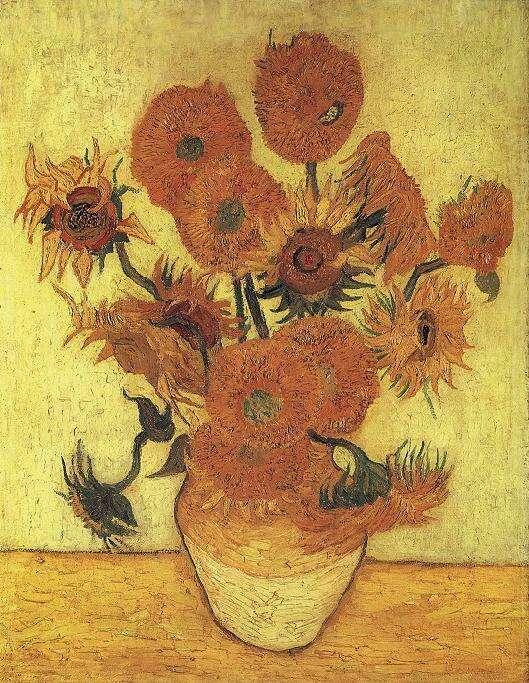
Slunečnice (F457), opakování 4. verze (žlutozelené pozadí) olej na plátně, 100 × 76 cm Japonské umělecké muzeum Sompo, Tokyo.